# Retrato de caballero desconocido (El Greco)
Retrato de caballero desconocido es un retrato pictórico realizado, por el Greco, que se conserva y exhibe en una de las salas del Museo Nacional del Prado en Madrid, España.

## Análisis de la obra

#### Datos técnicos y registrales
- Museo Nacional del Prado en Madrid, España. (n.º de catálogo P000810);[1]
- Pintura al óleo sobre lienzo; 64 x 51 cm;
- Realizado entre 1597-1600 según Gudiol, ca.1600-1605, según Wethey y según el Museo del Prado;
- Catalogado con el número 177 por Gudiol, por Wethey con la referencia 143, y por Tizana Frati con el número 138;[2]
- Firmado sobre el hombro izquierdo, con letras griegas minúsculas cursivas: δομήνικος Θεοτοκóπουλος ε`ποíει .

#### Descripción de la obra
La obra procede de la quinta del Duque del Arco en El Pardo. No se conoce la identidad del retratado, aunque hay hipótesis que lo identifican con el escritor Miguel de Cervantes Saavedra. Otros posibles modelos son el poeta Eugenio Manzanas y el conde de Mora, condado de Mora ambos amigos del pintor. Por su calidad cromática y por la gama de colores, este retrato es muy cercano al Retrato de caballero anciano. Camón Aznar distingue incluso un cierto toque impresionista, que después usaría Velázquez en sus retratos. A través de gruesas pinceladas se ejecutó esta pieza, lo que permitió obtener al cretense un gran volumen y profundidad en el área de la lechuguilla y del rostro del retratado.
Según Wethey la pincelada suave e ilusionista sugiere una fecha de ejecución entre 1600 y 1605, ligeramente anterior a la del Retrato de Jerónimo de Cevallos. Ambas obras son notables, tanto por su técnica como por la ternura de la expresión.
El caballero es representado según la fórmula normalizada por el Greco: de medio cuerpo, vestido de negro, con una ancha lechuguilla, sobre un fondo oscuro. El pintor compone un excelente modelado del rostro, con un notable contraste entre el acabado de la nariz y la tersa dureza de la frente, Cabe señalar que la mirada del caballero denota una franqueza, carente tanto de dureza como de suspicacia.

## Procedencia
- Colección Real (colección de Felipe V);
- Quinta del duque del Arco, El Pardo-Madrid, decimotercia pieza de verano, 1745, (núm. 412);
- Quinta del duque del Arco, pieza duodécima, 1794, (núm. 367).[6]